# Accent Jobs-Wanty/Saison 2013
Dieser Artikel listet Erfolge und Fahrer des Radsportteams Accent Jobs-Wanty in der Saison 2013 auf.

## Erfolge in der UCI Europe Tour
In der Saison 2013 wurden folgende Erfolge in der UCI Europe Tour erzielt.
| Datum   | Rennen                                   | Kat. | Sieger            |
| ------- | ---------------------------------------- | ---- | ----------------- |
| 2. März | 1. Etappe Driedaagse van West-Vlaanderen | 2.1  | Danilo Napolitano |

## Abgänge – Zugänge
| Zugänge           | Team 2012                   | Abgänge          | Team 2013         |
| ----------------- | --------------------------- | ---------------- | ----------------- |
| Danilo Napolitano | Acqua & Sapone              | Kevyn Ista       | IAM Cycling       |
| Nicolas Vogondy   | Cofidis, le Crédit en Ligne | Sjef De Wilde    | Differdange-Losch |
| Davy Commeyne     | Landbouwkrediet-Euphony     | Evert Verbist    | Melbotech Prorace |
| Will Routley      | SpiderTech-C10              | Leif Hoste       | Karriereende      |
| Roy Jans          | An Post-Sean Kelly          | Wim De Vocht     | Unbekannt         |
| Benjamin Verraes  | Bofrost-Steria              | Arnoud van Groen | Unbekannt         |
| Tim De Troyer     | Ovyta-Eijssen-Acrog         |                  |                   |

## Mannschaft
| Name                | Geburtstag         | Nationalität |              |
| ------------------- | ------------------ | ------------ | ------------ |
| Steven Caethoven    | 9. Mai 1981        | Belgien      |              |
| Andy Cappelle       | 30. April 1979     | Belgien      |              |
| Davy Commeyne       | 14. Mai 1980       | Belgien      |              |
| Tim De Troyer       | 11. August 1990    | Belgien      |              |
| Thomas Degand       | 13. Mai 1986       | Belgien      |              |
| Stefan van Dijk     | 22. Januar 1976    | Niederlande  |              |
| Jempy Drucker       | 3. September 1986  | Luxemburg    |              |
| Jérôme Gilbert      | 22. Januar 1984    | Belgien      |              |
| Grégory Habeaux     | 20. Oktober 1982   | Belgien      |              |
| Roy Jans            | 15. September 1990 | Belgien      |              |
| Danilo Napolitano   | 31. Januar 1981    | Italien      |              |
| Will Routley        | 23. Mai 1983       | Kanada       |              |
| Staf Scheirlinckx   | 12. März 1979      | Belgien      |              |
| Jurgen Van Goolen   | 28. November 1980  | Belgien      |              |
| Kévin Van Melsen    | 1. April 1987      | Belgien      |              |
| James Vanlandschoot | 26. August 1978    | Belgien      |              |
| Benjamin Verraes    | 21. Februar 1987   | Belgien      |              |
| Nicolas Vogondy     | 8. August 1977     | Frankreich   |              |
| Stagiaires          | Stagiaires         | Nationalität | Nationalität |
| Stefano Nardelli    | Stefano Nardelli   | Italien      |              |
| Lander Seynaeve     | Lander Seynaeve    | Belgien      |              |